# Wapen van Westerkwartier (waterschap)

Wapen van het waterschap Westerkwartier

Het wapen van waterschap Westerkwartier werd op 16 maart 1890 per koninklijk besluit aan het Nederlandse waterschap Westerkwartier toegekend. Het wapen bleef tot 1995 in gebruik, toen ging het waterschap Westerkwartier op in het waterschap Noorderzijlvest. Het wapen is een combinatie van het wapen van het Winsumer- en Schaphalsterzijlvest en Sint-Joris van het wapen van Vredewold. Het wapen van het Winsumer- en Schaphalsterzijlvest komt terug in meerdere wapens van Groningse waterschappen. Zo werd dit deel ook opgenomen in het wapen van opvolger Noorderzijlvest. Het wapen van het Westerkwartier verschilt enkel van het wapen van voorganger Aduarderzijlvest in het feit dat het wapen van het Westerkwartier gedekt wordt door een kroon.

## Blazoenering
De blazoenering van het wapen luidt als volgt:
Een schild gevierendeeld, het eerste en vierde kwartier van zilver, beladen met een St. Joris te paard den draak ter neder vellende, alles in natuurlijke kleur op een grondstuk van sinopel, het tweede en derde kwartier van sinopel, met twee gegolfde baren of fascen van zilver. Het schild gedekt met eene vijfbladerige kroon van goud.
De heraldische kleuren zijn: zilver (zilver) en sinopel (groen). Het schild wordt gedekt door een markiezenkroon. 

## Vergelijkbare wapens

Het wapen van Winsummer en Schaphalster Zijlvest
Het wapen van Vredewold
Het wapen van Aduarderzijlvest
Het wapen van Noorderzijlvest